# Giovanni Crupi
Giovanni Crupi (Taormina, 19 dicembre 1861 – Taormina, 1925) è stato un fotografo italiano di paesaggi, attivo a Taormina e in Egitto (ad Eliopoli).

## Biografia
Per Crupi la fotografia fu all'inizio un hobby; solo nel 1885 la trasformò in un'attività.
Fu amico e collega di Wilhelm von Gloeden, anche se la teoria che lo vuole maestro del fotografo tedesco non ha fondamento: Gloeden stesso affermò nel 1898 in uno scritto autobiografico di avere appreso anch'egli i rudimenti dell'arte fotografica dal medesimo Giuseppe Bruno.

Non si può negare però che nella produzione paesaggistica qualche punto di contatto fra i due amici e colleghi lo si riscontri, in entrambi i sensi. Nello stesso modo, sarà all'influsso di Gloeden che andrà attribuito un piccolo numero di nudi maschili prodotti da Crupi, ambientati in località archeologiche di Siracusa.
La confusione tra i due fotografi è sorretta da un piccolo numero d'immagini che portano sia il timbro di Gloeden che quello di Crupi. Tuttavia queste immagini sono stilisticamente piuttosto diverse da quanto Crupi ha prodotto, per cui è possibile che il doppio timbro si debba al fatto che Crupi abbia agito come distributore di Gloeden: sono infatti note foto di Gloeden che riportano un secondo timbro di Brogi o di Angelo Pedo, che sappiamo con certezza essere stati distributori per conto terzi.

Le foto artistiche di Crupi si distinguono comunque facilmente, di solito, per la presenza d'una spessa fascia nera in basso, nella quale è scritto il titolo dell'immagine e il numero di catalogo, come era d'uso nella foto commerciale dell'epoca, oltre alla firma di Crupi.
Crupi nel 1899 espatriò ed aprì in Egitto uno studio fotografico vicino al Cairo, ad Heliopolis; sarebbe tornato in patria solo nel 1910 ed avrebbe di lì fino alla morte assistito un congiunto che aveva rilevato la sua azienda, ma senza riprendere più a fotografare.